# PM-63 RAK
PM-63 RAK — польский 9-мм пистолет-пулемёт, который создали на рубеже 1950-х — 1960-х годов оружейники Петр Вильневчиц (Piotr Wilniewczyc), Тадеуш Беднарский (Tadeusz Bednarski), Рышард Хельмицки (Ryszard Chełmicki) и Эрнест Дурасевич (Ernest Durasiewicz).

## История
Проектирование пистолета-пулемёта с магазином в рукояти Петр Вильневчиц начал на рубеже 1956—1957 гг. (при этом в чертежах 1957 года рассматривалась возможность снижения темпа стрельбы за счёт изготовления затвора оружия с вкладышем из вольфрама). В 1957 году опытный пистолет-пулемёт с подвижным затвором получил условное наименование «Ręczny Automat Komandosów». После смерти Вильневчица от рака в декабре 1960 года работы над оружием продолжила группа оружейников-конструкторов. С целью уменьшить стоимость изготовления оружия, от вольфрамового вкладыша в затворе отказались, для сохранения массы длина затвора была увеличена.
В январе 1962 года комплект производственной документации был направлен на оружейный завод «Zakłady Metalowe im. gen. Waltera» в городе Радом, где в 1963 году началось изготовление опытной партии из 20 предсерийных пистолетов-пулемётов. В это же время специалисты завода Рышард Хельмицки и Эрнест Дурасевич разработали новый вариант складного приклада для RAK. Ещё одним дополнением стало создание укороченного 15-зарядного магазина (изначально, RAK планировалось комплектовать только 25-зарядными магазинами). В течение 1963 года RAK прошёл войсковые испытания и был официально принят на вооружение под наименованием 9mm pistolet maszynowy wzór 1963 (PM-63).
В дальнейшем для wz.63 был разработан удлиненный сменный ствол (для установки глушителя).
Серийно производился с 1964 по 1974 год, поставлялся на экспорт в отдельные социалистические страны.
За малые габариты, вес и высокую точность стрельбы наряду с чешским пистолетом-пулеметом «Скорпион» пользовался большой популярностью у террористов.
В 2017 году отмечен случай использования PM-63 RAK в ходе войны на востоке Украины.

## Описание
По концепции и конструкции находится между автоматическим пистолетом и полноценным пистолетом-пулемётом — имеет подвижный при стрельбе пистолетный кожух-затвор, но по размерам и тактико-техническим характеристикам приближается к пистолетам-пулемётам.

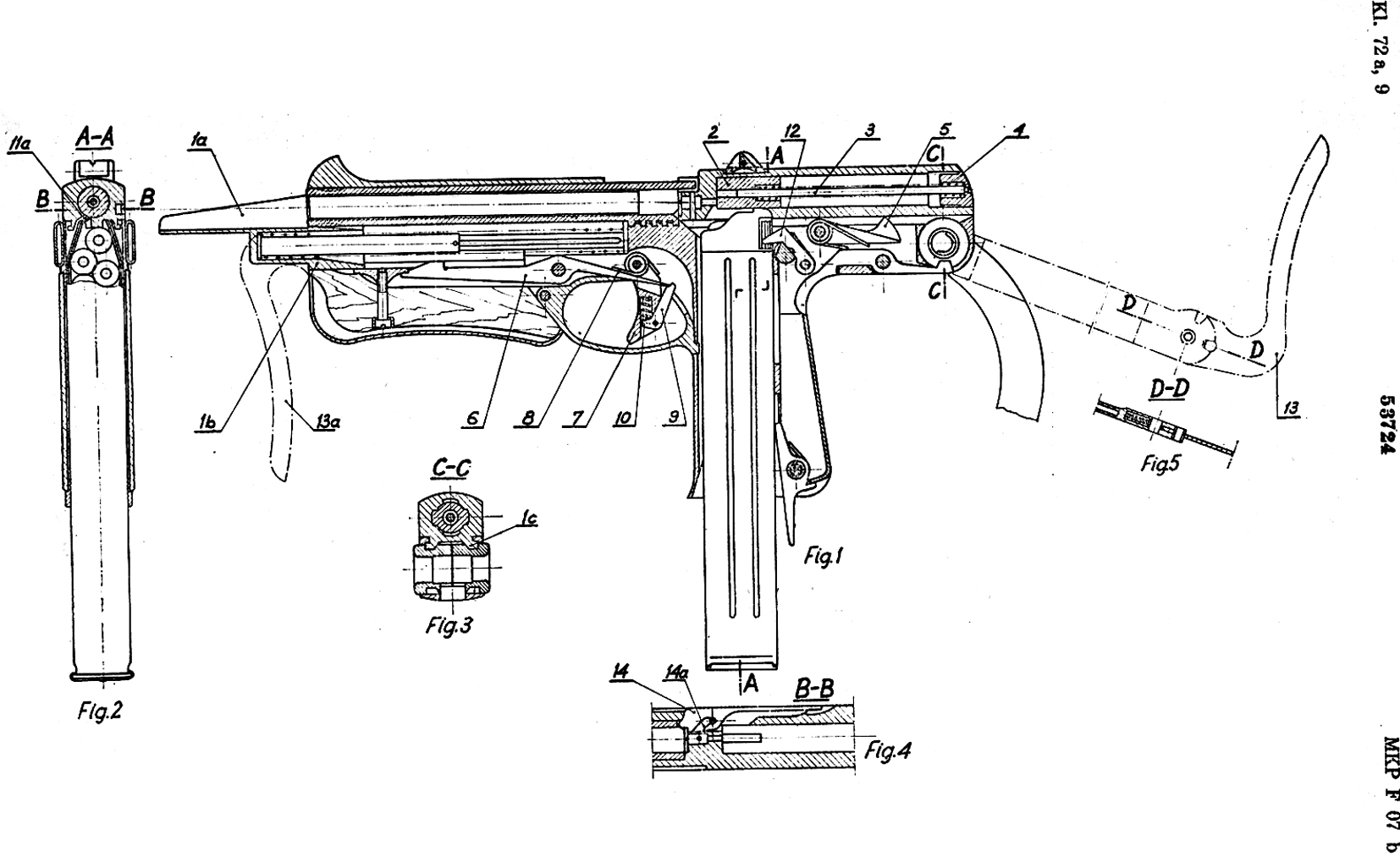
Устройство замедлителя темпа стрельбы - стальной вкладыш (2) откатываетя внутри кожуха затвора (который также откатываетя назад) открывая прорез для крючка замедлителя (5), который какое то время удерживает затвор в заднем положении. Ударившись о заднюю оконечность паза затвора вкладыш отскакивает обратно, ударяясь в наклон зацепа крючка, выталкивая его обратно вниз, что освобождает затвор.

Автоматика оружия работает по принципу использования отдачи свободного затвора. Кроме того, скорострельность была снижена с помощью устройства замедлителя темпа стрельбы. Когда возвратная пружина сжата до максимума, затвор какое то время удерживается, в то время как замедлитель откатывается немного назад перед тем как отпустить затвор с задержки. Возвратная пружина расположена под стволом. Для уменьшения подброса ствола при стрельбе в передней части кожуха-затвора выполнен ложкообразный выступ-компенсатор, который также можно использовать для взведения затвора одной рукой: оружие упирается компенсатором в любую твёрдую поверхность и подаётся вперёд до взведения. Стрельба ведётся с открытого затвора. Переводчика вида огня нет: при нажатии спускового крючка до половины происходит одиночный выстрел, при полном нажатии — очередь. Приклад и передняя рукоятка складные.

## Варианты и модификации
- PM-70 — экспортный вариант под патрон 9×19 мм «Parabellum», разработанный в начале 1970-х (изготовлено 20 шт.)[2]
- «тип 82» — нелицензионная копия, выпуск которой в 1980-е годы начался в КНР[2]
- PM-63C — самозарядный вариант PM-63, предложенный на экспорт польской фирмой «Pioneer Arms Corp.» в качестве гражданского оружия (один демонстрационный образец был представлен на оружейной выставке Eurosatory в 2014 году)[6]

## На вооружении

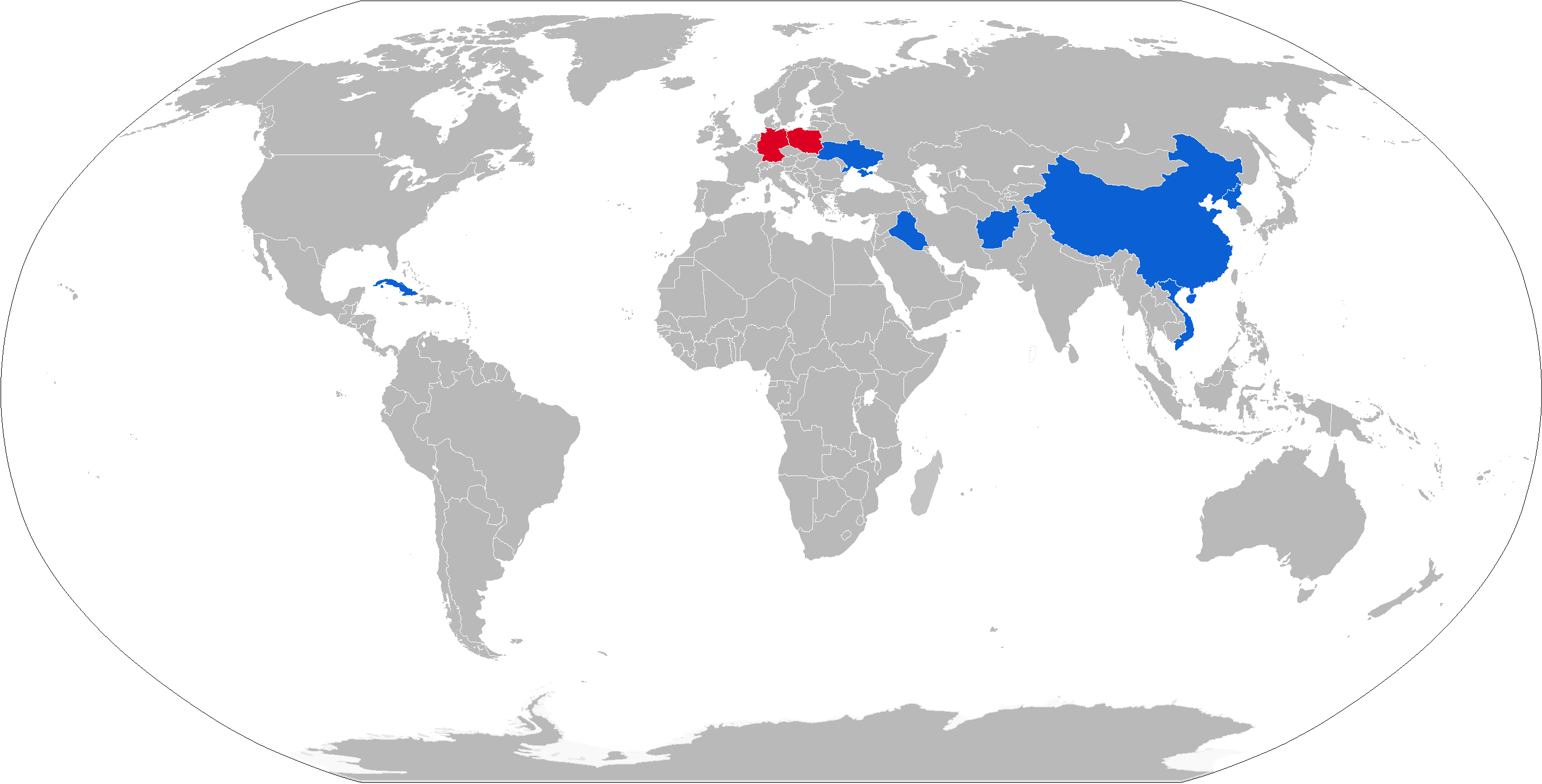

- Польша — в 1960-е — 2000-е годы находился на вооружении отдельных категорий военнослужащих (военнослужащие подразделений химических войск, переносившие приборы химической разведки местности[7], стрелки РПГ и экипажи бронетехники) и спецподразделений польской армии, милиции и железнодорожной охраны[2]
- ГДР — некоторое количество находилось на вооружении танкистов и спецподразделений народной полиции ГДР (Volkspolizei-Bereitschaft) под наименованием klein-Maschinenpistole PM-63[2]
- Вьетнам — небольшое количество, в 1970-е годы они использовались в качестве личного оружия танковых экипажей Вьетнамской Народной армии[2]
- Куба — небольшое количество[2]
- Панама — несколько PM-63 находились на вооружении вооружённых сил Панамы до декабря 1989 года, когда в ходе вторжения США в Панаму все панамские вооружённые формирования были разоружены и расформированы[2]
- ФРГ — после объединения Германии пистолеты-пулемёты, ранее находившиеся на вооружении Народной полиции ГДР, перешли к полиции ФРГ и некоторое время использовались в полиции федеральной земли Саксония[2]